# Boxxy
Catherine "Catie" Wayne, popularmente conocida como Boxxy, es una chica que protagonizó un meme de Internet que surgió a finales de 2008 y principios de 2009. Se trataba de una serie de vídeos subidos a Youtube por una joven inicialmente anónima que se hacía llamar "Boxxy" y protagonizados por ella misma en los cuales mostraba una gran hiperactividad y que alcanzaron una enorme popularidad en Internet.
En todas sus apariciones se caracterizó por hablar con una enorme rapidez y mostrar únicamente su cara, adornada con un delineador de ojos bastante marcado. Esencialmente exponía un monólogo en el que hablaba de sus cosas, aunque muchas de ellas sin sentido aparente. También era conocida por usar muchas palabras de la conocida jerga slang, mientras hacia gestos extraños. Pero, eso solo lo hacía, ya que había explicado en el video que tenía una enfermedad llamada ADHD, a ella le causaba gracia.
Originalmente nace a principios de 2008, mientras publicaba en apartado i-am-bored.com del mismo. Pero poco después varios usuarios del sitio web 4chan empezaron a convertirla en un tema recurrente de sus conversaciones en su foro "/ b /", destinado a temas Off topic que en ocasiones degeneraban en fenómenos de Trolling. Pronto sus videos crearon una división en la comunidad entre sus partidarios y sus detractores, lo que llevó a muchas flamewars entre ellos acompañadas incluso por varios incidentes de hacking en los que incluso la web se llegó a colapsar y cayó durante varias horas.
Tras la toma de medidas por parte de los Administradores de 4chan que lo llegaron a prohibir como tema de conversación, la guerra se extendió por otro tipo de portales y redes sociales, como ocurrió en Twitter en mayo de 2009. Poco después, en YouTube, el canal de Boxxy fue hackeado y se ejecutó un auténtico ataque en línea (Raid) para descubrir su verdadera identidad y revelar su información personal.
Pese a la reacción desproporcionada y la polémica que la misma generó, Boxxy sigue siendo recordada por protagonizar uno de los fenómenos más recordados de Internet. Por ejemplo, en 2010, el popular canal de AOL "urlesque" consideró su vídeo de presentación como uno de "Los 100 Más Representativos de Internet".